# Franz Gumpenberger

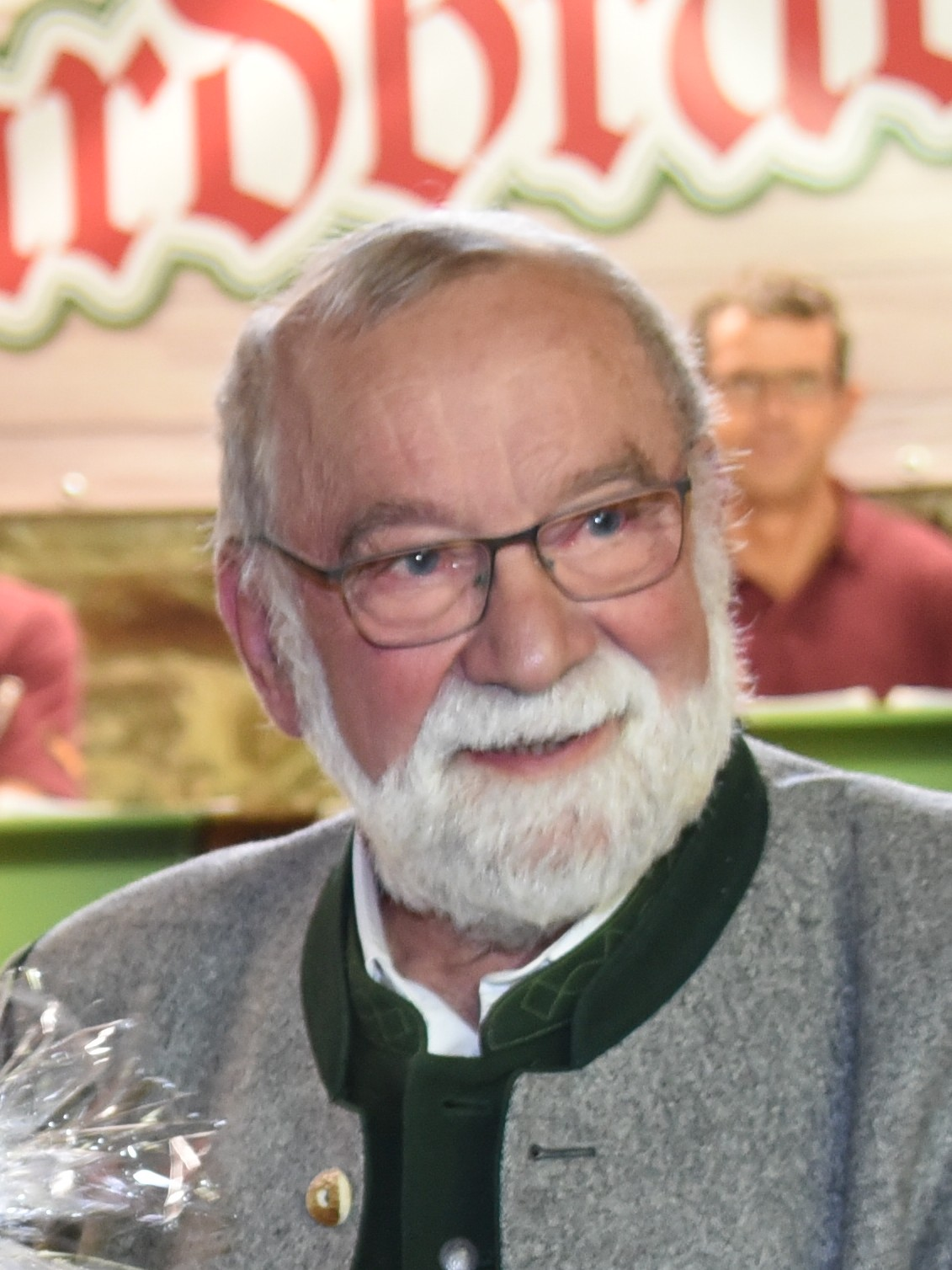
Franz Gumpenberger (2021)

Franz Gumpenberger (* 3. Mai 1943 in Lichtenau im Mühlkreis) ist ein österreichischer Jurist, Moderator, Sprecher und Heimatforscher.

## Leben und Wirken
Nach dem Besuch des Jesuitengymnasiums in Linz studierte er Jus an der Universität Innsbruck. Er war Richter in Freistadt, Unterweißenbach, Aigen im Mühlkreis und zuletzt bis zu seiner Pensionierung Gerichtsvorsteher des Bezirksgerichts Rohrbach.
Gumpenberger ist Moderator bei Radio Oberösterreich für die Sendungen Bei uns dahoam, Musikanten, spielt’s auf und G’sungen und g’spielt. Er wirkte auch bei einigen Fernsehbeiträgen am Drehbuch mit. Des Weiteren ist er als Sprecher bei Veranstaltungen im Bereich Volkskultur tätig (z. B. beim Zipfer Advent) und er ist Referent beim OÖ Volksbildungswerk. Als Heimatforscher ist Gumpenbergers Schwerpunkt das Mühlviertel.

## Auszeichnungen
- Ehrennadel des Lichtenauer Jagdverbandes
- Rohrbacher Kulturpreis
- Ehrenbürgerschaft von St. Oswald bei Haslach
- Ehrenobmann des Musikvereins St. Oswald bei Haslach
- Kulturmedaille des Landes Oberösterreich
- Titel Konsulent